# Pseudochlorisanis similis
Pseudochlorisanis similis – gatunek chrząszcza z rodziny kózkowatych i podrodziny zgrzypikowych. Jedyny przedstawiciel rodzaju Pseudochlorisanis.

## Zasięg występowania
Gatunek ten występuje w Azji Południowo-Wschodniej, notowany na Sumatrze, Borneo oraz Filipinach.